# هاري إنغلوند
هاري إنغلوند (بالإنجليزية: Harry Englund)‏ هو لاعب كرة قدم أمريكية أمريكي، ولد في 13 أغسطس 1900 في روكفورد في الولايات المتحدة، وتوفي بنفس المكان في 16 مارس 1989.

## وصلات خارجية
- هاري إنغلوند على موقع مرجع كرة القدم المحترفة.كوم (الإنجليزية)
- هاري إنغلوند على موقع JustSportsStats.com (الإنجليزية)